# Vicente Rondón
Vicente Paúl Rondón (Andrés Bello, 29 luglio 1938 – Caracas, 28 dicembre 1992) è stato un pugile venezuelano, campione mondiale WBA dei pesi mediomassimi.

## Biografia
Rondón nacque in estrema povertà a San José de Rio Chico, oggi San José de Barlovento, capoluogo della municipalità venezuelana di Andrés Bello (Miranda). In giovane età si arruolò nell'esercito venezuelano. Congedato, esordì nel pugilato professionistico a 23 anni, un'età avanzata per i pugili sudamericani. Per questo ne dichiarò soltanto 17.

### Carriera pugilistica
Iniziò a combattere come un peso medio e si fece notare incontrando Luis Rodríguez e Bennie Briscoe, battendoli almeno una volta. Il primo era stato già campione del mondo e avversario di Emile Griffith e di Nino Benvenuti; il secondo lo sarà di Griffith, Rodrigo Valdéz e Carlos Monzón. 
Passato ai mediomassimi, batté Roger Rouse, Eddie Talhami e Allen Thomas. Fu quindi designato come sfidante n. 2 al titolo mondiale detenuto da Bob Foster.
Nel 1971, la WBA dichiarò Foster decaduto dal titolo e fu allestito un incontro per l'attribuzione della cintura vacante tra Rondón e lo sfidante n. 1 Jimmy Dupree. 
Il 27 febbraio 1971, a Caracas, Rondón batté per KO a 2:58 del sesto round il suo avversario, conquistando la cintura mondiale WBA.
Nel corso del 1971 mise in palio il suo titolo quattro volte. 
Il 5 giugno, sempre a Caracas, incontrò il campione europeo Piero Del Papa e lo mise KO al 1º round, dopo soli 2:30. Del Papa subì un colpo al mento dalla potenza devastante mentre si trovava con la bocca aperta, tanto da far temere una frattura alla mascella. 
Due mesi dopo, sul ring casalingo, batté ai punti per decisione unanime Johnny Griffin. A Miami inferse la prima sconfitta a Gomeo Brennan, per Kot al quattordicesimo round. A Cleveland, il 15 dicembre, sconfisse per Kot all'ottavo round Doyle Baird, già avversario di Benvenuti, nei pesi medi. 
Il 7 aprile 1972, a Miami, fu organizzato l'incontro per la riunificazione del titolo mondiale dei mediomassimi (WBA e WBC) tra Foster e Rondón. A Bob Foster bastarono soltanto due round per spedire l'avversario al tappeto per il conto complessivo e tornare ad essere l'indiscusso campione del mondo.
Tentò allora di combattere nei pesi massimi, con esito insoddisfacente. Perse infatti da Earnie Shavers, Ron Lyle e José Manuel Urtain. Tornato ai mediomassimi, subì sconfitte dal danese Tom Bogs e dal campione d'Europa John Conteh. Nel frattempo fu colpito dalla dipendenza dall'alcool e dissipò gran parte del suo patrimonio. 
Dopo altre cinque sconfitte consecutive, abbandonò il pugilato.

### Dopo il ritiro
Debilitato sotto il profilo psicofisico, Rondón fu anche ricoverato per qualche tempo in un ospedale psichiatrico. Scontò una pena detentiva per aver rapinato 150 dollari in un negozio. Uscito dal carcere, è morto dimenticato, psicologicamente distrutto e in una baraccopoli di Caracas. Aveva solo 54 anni e viveva con la sua anziana madre.